# بيتر كيوزاك (لاعب دوري الرغبي)
بيتر كيوزاك (بالإنجليزية: Peter Cusack)‏ هو لاعب دوري الرغبي أسترالي، ولد في 27 يناير 1977 في يونغ في أستراليا.